# Stor-Stensjön (Alsens socken, Jämtland)
Stor-Stensjön är en sjö i Krokoms kommun i Jämtland och ingår i Indalsälvens huvudavrinningsområde. Sjön har en area på 0,0708 kvadratkilometer och ligger 527,7 meter över havet.

## Delavrinningsområde
Stor-Stensjön ingår i det delavrinningsområde (704200-138649) som SMHI kallar för Mynnar i 704449-138759. Medelhöjden är 556 meter över havet och ytan är 9,1 kvadratkilometer. Det finns inga avrinningsområden uppströms utan avrinningsområdet är högsta punkten. Vattendraget som avvattnar avrinningsområdet har biflödesordning 5, vilket innebär att vattnet flödar genom totalt 5 vattendrag innan det når havet efter 325 kilometer. Avrinningsområdet består mestadels av skog (73 procent) och sankmarker (20 procent). Avrinningsområdet har 0,17 kvadratkilometer vattenytor vilket ger det en sjöprocent på 1,8 procent.